# Ada Madrina
Ada Madrina es una serie de televisión de comedia situacional española de 1999. La emisión supuso el regreso a la actuación de la actriz y cantante Carmen Sevilla.

## Argumento
Carmen Jiménez, Ada, para el público, es una artista retirada que regresa a España, tras una larga estancia en América. Al comenzar su nueva vida, se reencuentra con Lorenzo, un antiguo amor de juventud, convertido en un cirujano al borde de la ruina personal al haber enviudado recientemente de Teresa, íntima amiga de Ada. Se reencontrará también con sus ahijados, hijos de Lorenzo y Teresa.

## Audiencias
En su estreno fue seguida por 3.374.000 espectadores (21,4% de cuota de pantalla). Sin embargo, fue perdiendo seguidores de manera que en el último capítulo emitido, el 27 de enero, sólo el 14% de los espectadores vieron el programa. La serie se retiró de la programación con tan sólo cuatro capítulos emitidos, dados los exiguos resultados de audiencia: una media del 16'9% de cuota de pantalla, muy por debajo de los índices habituales de la cadena.
.
La serie se repuso en la misma cadena en diciembre de ese año, en horario de madrugada, emitiéndose los diez capítulos completos.

## Reparto
- Carmen Sevilla ...  Ada
- Jesús Puente ...  Lorenzo Torres
- Mar Flores ...  Elena
- Carlos Lozano ...  Julio
- Queta Claver ...  Justina
- Mapi Galán ...  Gloria
- Duna Santos ...  Patricia
- Paula Soldevila ...  Paloma
- Maribel Ripoll ...  Amparo
- Luis Lázaro. ..  Sergio
- Ángel Pardo

## Equipo Técnico
- Dirección: Domingo Solano
- Producción: Luis Méndez Zori
- Ayudante de dirección: Javier Petit
- Cámara: Guillermo Sempere